# Krowice
Krowice [pronunciación en polaco: /krɔˈvit͡sɛ/] (en alemán: Kühnfelde) es un pueblo ubicado en el distrito administrativo de Gmina Lubraniec, dentro del Distrito de Włocławek, Voivodato de Cuyavia y Pomerania, en el norte de Polonia central.